# Jahiro Kazama
Jahiro Kazama (* 16. říjen 1961) je bývalý japonský fotbalista.

## Klubová kariéra
Hrával za Bayer Leverkusen, Remscheid, Eintracht Braunschweig, Sanfrecce Hiroshima.

## Reprezentační kariéra
Jahiro Kazama odehrál za japonský národní tým v letech 1980-1983 celkem 19 reprezentačních utkání.

## Statistiky
| Japonsko | Japonsko | Japonsko |
| Roky     | Záp.     | Góly     |
| -------- | -------- | -------- |
| 1980     | 4        | 0        |
| 1981     | 8        | 0        |
| 1982     | 4        | 0        |
| 1983     | 3        | 0        |
| Celkem   | 19       | 0        |